# Lingua eteocipriota

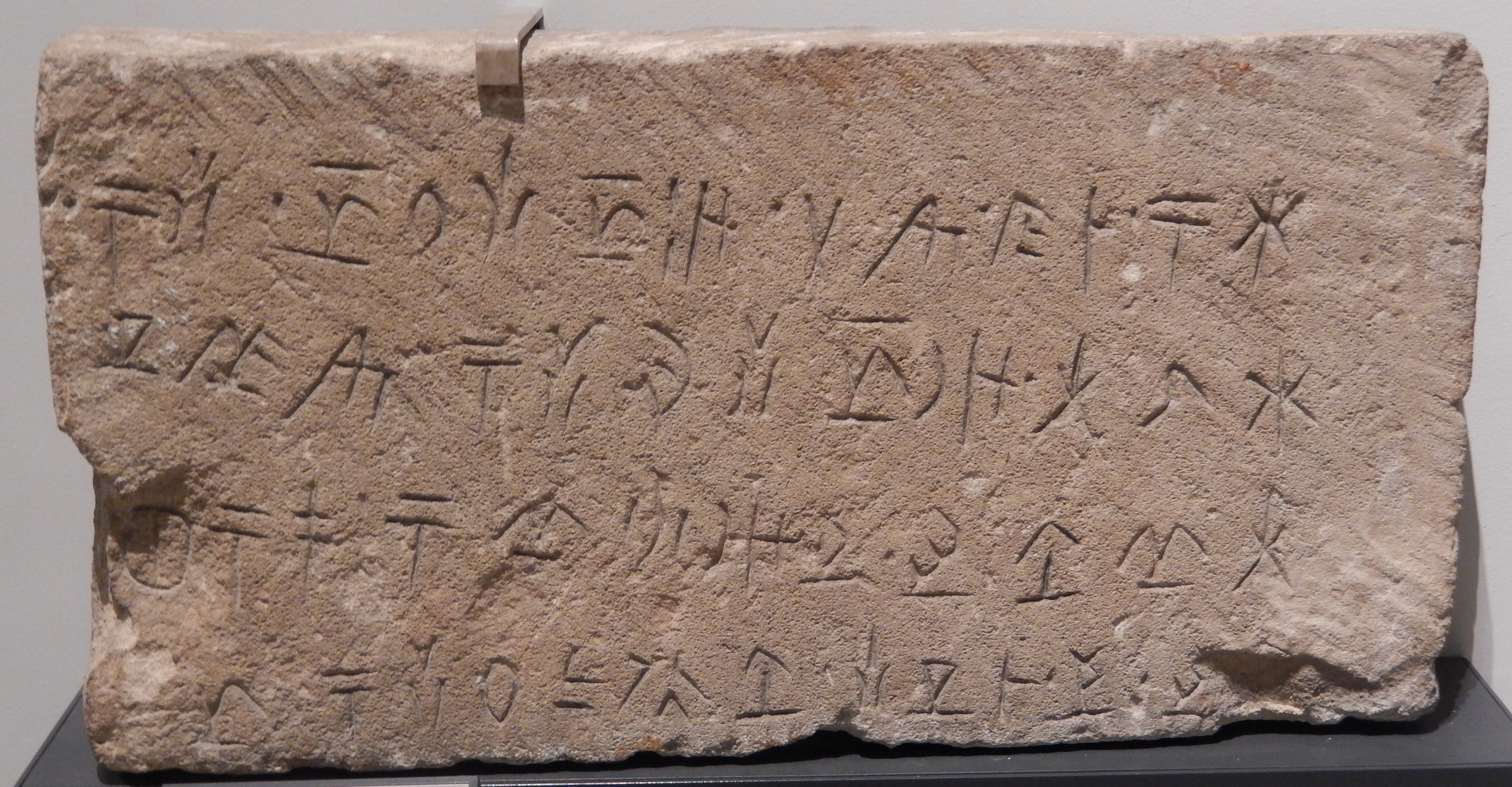
Iscrizione in eteocipriota di Amathus

La lingua eteocipriota (codice ISO 639-3 ecy) è stata una lingua pre-indoeuropea appartenente al gruppo delle lingue egee, parlata a Cipro nell'età del Ferro. Il termine viene dall'unione delle parole greche antiche ἐτεός (eteós), vero, originale, e κύπριος (kýprios) cipriota, in parallelismo alla lingua eteocretese, parlata all'epoca a Creta.

## Descrizione
L'eteocipriota era scritto nel sillabario cipriota, una scrittura sillabica derivata dalla Lineare A (attraverso la variante del sillabario cipriota-minoico). La lingua subì la pressione del greco arcadocipriota a partire dal X secolo a.C. circa e si estinse definitivamente nel IV secolo a.C. circa.
La lingua è ancora sconosciuta, ad eccezione di un piccolo vocabolario attestato in iscrizioni bilingui. Argomenti come la sintassi e la possibile inflessione o agglutinazione rimangono un enigma. Le traduzioni parziali dipendono in larga misura dalla lingua o dal gruppo linguistico ipotizzato dal traduttore, ma non c'è coerenza.
A causa dell'esiguo numero di testi ritrovati, attualmente ci sono molte speculazioni non provate sull'origine della lingua e dei suoi parlanti. Alcuni ipotizzano che sia legata alle lingue etrusca e lemniaca, all'hurrita, al semitico nord-occidentale, a una lingua pre-indoeuropea sconosciuta, o a una lingua usata in alcune iscrizioni cipro-minoiche, una raccolta di iscrizioni poco comprensibili provenienti da Cipro dell'età del bronzo, dal momento che sia il cipro-minoico che l'eteocipriota condividono un suffisso genitivo comune -o-ti.

## Il testo bilingue di Amathus
La più famosa iscrizione è un testo bilingue, eteocipriota-dialetto attico, inciso su un blocco di marmo nero trovato sull'acropoli di Amathus nel 1913 e datato intorno al 600 a.C. Il testo Eteocipriota è scritto in caratteri ciprioti da destra a sinistra. Il testo greco in lettere maiuscole e da sinistra a destra.